# Eichendorf (Bawaria)
Eichendorf – gmina targowa w Niemczech, w kraju związkowym Bawaria, w rejencji Dolna Bawaria, w regionie Landshut, w powiecie Dingolfing-Landau. Leży około 27 km na wschód od Dingolfing, nad rzeką Vils.

## Demografia
Dane o ludności z 31 grudnia 2008:
| Opis                                | Ogółem | Ogółem | Kobiety | Kobiety | Mężczyźni | Mężczyźni |
| ----------------------------------- | ------ | ------ | ------- | ------- | --------- | --------- |
| Jednostka                           | osób   | %      | osób    | %       | osób      | %         |
| Populacja                           | 6515   | 100    | 3312    | 50,84   | 3203      | 49,16     |
| Wiek przedprodukcyjny (0–17 lat)    | 1219   | 18,71  | 580     | 8,9     | 639       | 9,81      |
| Wiek produkcyjny (18–65 lat)        | 3982   | 61,12  | 1990    | 30,54   | 1992      | 30,58     |
| Wiek poprodukcyjny (powyżej 65 lat) | 1314   | 20,17  | 742     | 11,39   | 572       | 8,78      |

## Polityka
Wójtem jest Max Schadenfroh. Rada gminy składa się z 20 osób.
|      | CSU | SPD | FWG | AB/ödp | BWL | CWU | JB | FWV | Razem |
| 2008 | 7   | 3   | 3   | 2      | –   | 2   | 2  | 1   | 20    |
| 2002 | 7   | 4   | 2   | 2      | 1   | 1   | 2  | 1   | 20    |